# Bartek Materka
Bartek Materka (ur. 1973 w Gdańsku) – współczesny malarz polski.

## Twórczość
W 2004 ukończył studia na Wydziale Malarstwa Akademii Sztuk Pięknych w Krakowie w Pracowni Andrzeja Bednarczyka. Tematem obrazów Materki jest dostępna mu rzeczywistość: związki z bliskimi, sytuacje codzienne oraz związane z nimi emocje. Stylistyka jego prac charakteryzuje się niejednorodnością, inspirowana jest przez zagadnienia związane z percepcją wzrokową: zaburzenia nerwowe, technologie optyczne, poligraficzne i cyfrowe wywołujące przekształcenia widzianego obrazu. W pracach odnosi się też do sfery psychologii i socjologii.
W 2009 zaprojektował plakat na XIII. Wielkanocny Festiwal Ludwiga van Beethovena. W pracy twórczej wykorzystuje także fotografię. Mieszka w Krakowie.

## Wybrane wystawy
- 2009: 4.biennale w Pradze – Polska wystawa Fancy Success. Positions in a Young Polish Paintings
- 2007: Wszystko cieknie, Czarna Galeria, Warszawa (z Joanną Pawlik)
- 2004: -Co zobaczyłeś w tym parku? – Nic., Galeria Raster, Warszawa

## Stypendia i nagrody
- 2005 III nagroda na biennale malarstwa „Bielska Jesień”, Bielsko-Biała
- 2006 stypendium – pobyt w Vermont Studio Center